# De morgen (Runge)
De morgen is een schilderij van Philipp Otto Runge uit 1808. Sinds 1891 maakt het deel uit van de collectie van de Hamburger Kunsthalle.

## Herkomst
Runge maakte in de periode 1803-05 een cyclus met vier allegorische kopergravures van de tijden van de dag. Hij had plannen om hiervan ook olieverfschilderijen te maken. In 1808 voltooide hij de eerste versie van De morgen. Een jaar later begon hij aan een tweede versie, die vaak De grote morgen wordt genoemd, maar deze is alleen in fragmenten bewaard gebleven. Door Runges vroege dood werd de cyclus niet voltooid. Beide versies van De morgen bevinden zich in de Hamburger Kunsthalle.

## Voorstelling
Het schilderij kan op verschillende manieren geïnterpreteerd worden. Runge maakte zijn bedoelingen niet volledig duidelijk. Tegen zijn broer Daniel verklaarde hij: "ik vind het verschrikkelijk als de mensen vragen om de betekenis achter ieder individueel element uit te leggen". De morgen toont een landschap onder een veelkleurige hemel in de ochtendschemering. Centraal staat een naakte vrouwelijke figuur, die lijkt op te stijgen naar de hemel. Onderin ligt een jong kindje, terwijl boven een ster te zien is. In een Christelijke lezing gaat het om Maria, Christus en de ster van Bethlehem. Een andere interpretatie gaat uit van Venus, Eros en de planeet Venus. Als het schilderij gezien wordt als een uitbeelding van de cyclus van de natuur, staat Aurora, de godin van de dageraad, centraal.  
Uit de hand van de vrouw ontluikt een bloem, vermoedelijk een lelie, symbool van zuiverheid en verheerlijking. De hemel en de aarde zijn gevuld met putti en kinderfiguren, die de onschuld van de vroege dag symboliseren. De lijst van het schilderij is volledig beschilderd. Aan de onderkant is een zonsverduistering te zien. Een keten van engelen en bloemen leidt naar een engelenkoor in stralend licht aan de bovenkant.
Runges citaat "De morgen is de grenzeloze verlichting van het universum" is essentieel voor de interpretatie van het schilderij. Sterk beïnvloed door de mysticus Jakob Böhme en de vroegromantische dichter Novalis, probeerde Runge in De morgen een romantisch-mystieke visie van het universum weer te geven. Het vervagen van de grens tussen nacht en dag symboliseert deze visie. 
Artistiek gezien valt de symmetrische compositie op, ongebruikelijk voor de Romantiek. De putti en kinderfiguren doen denken aan de Barok.

## Afbeeldingen

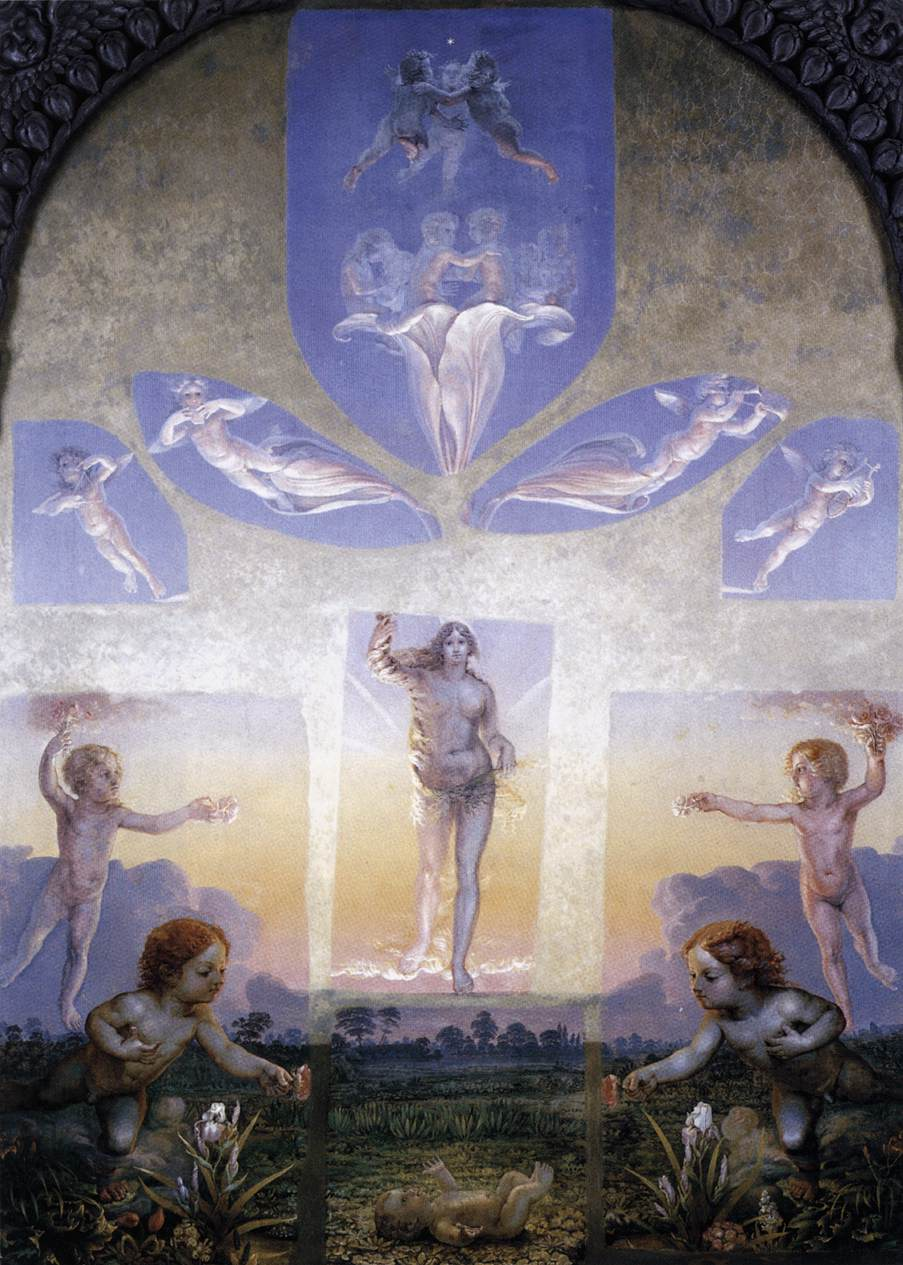
De grote morgen
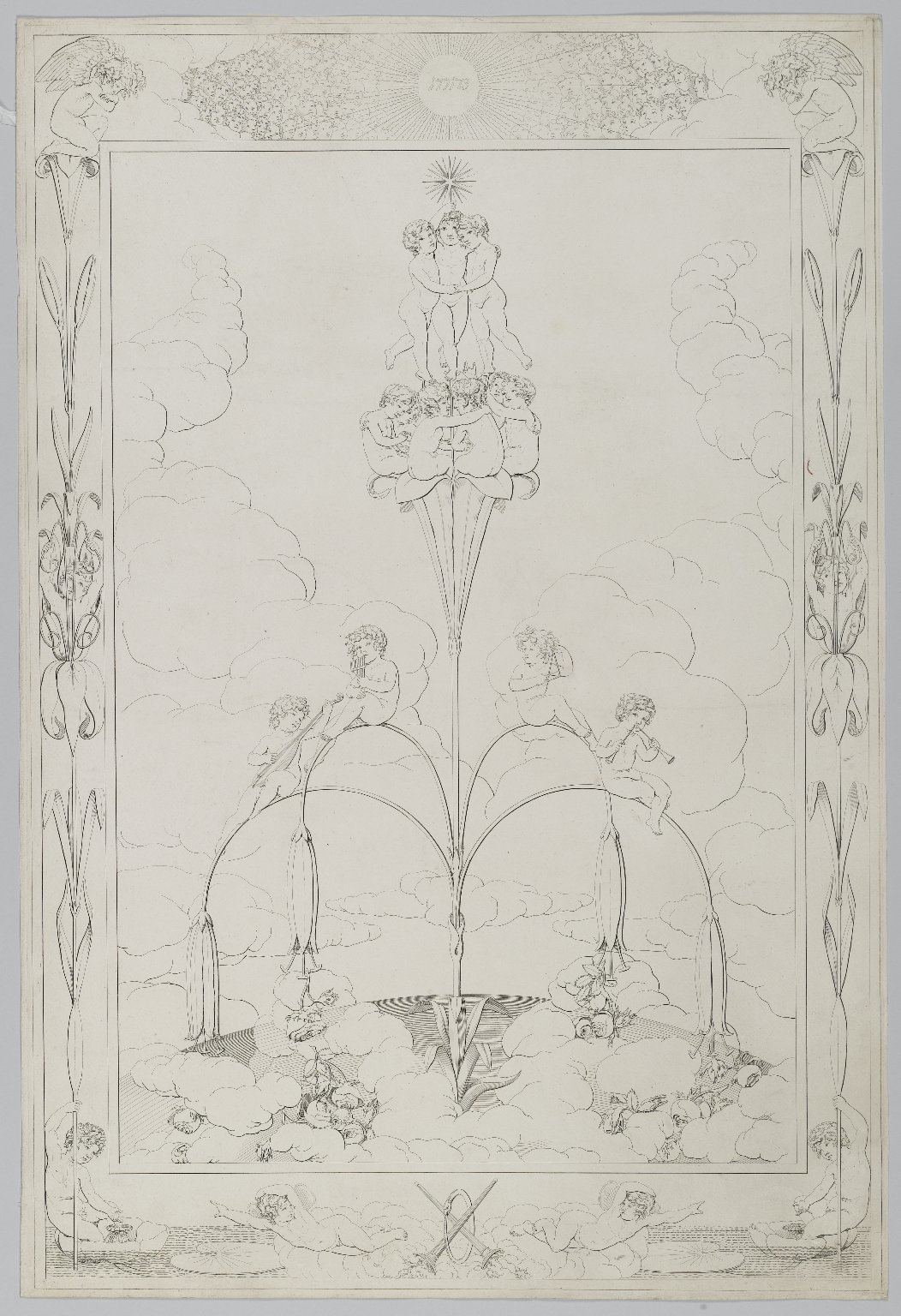
De morgen (gravure)